# 特伦斯·奥肖内西
特伦斯·约翰·奥肖内西（英語：Terrence John O'Shaughnessy；1964年—），美国空军上将退役，曾任美国太平洋空军司令，同时兼任美国太平洋司令部空军职能司令，太平洋空军作战参谋部主任，驻于夏威夷珍珠港-希卡姆联合基地。太平洋空军的防区覆盖几乎半个地球，有46000余名官兵，驻扎在夏威夷、日本、韩国、阿拉斯加、关岛等地。
奥肖内西上将1986年以优秀毕业生从美国空军学院毕业，进入美国空军服役，担任过空军中队、大队、联队、航空队等各层级部队领导职务，并拥有广泛的参谋经历，曾多次在亚太地区服役，足迹遍布夏威夷、日本、韩国等地。奥肖内西上将主要飞F16战斗机，拥有3000多飞行小时，其中有168小时战斗飞行。

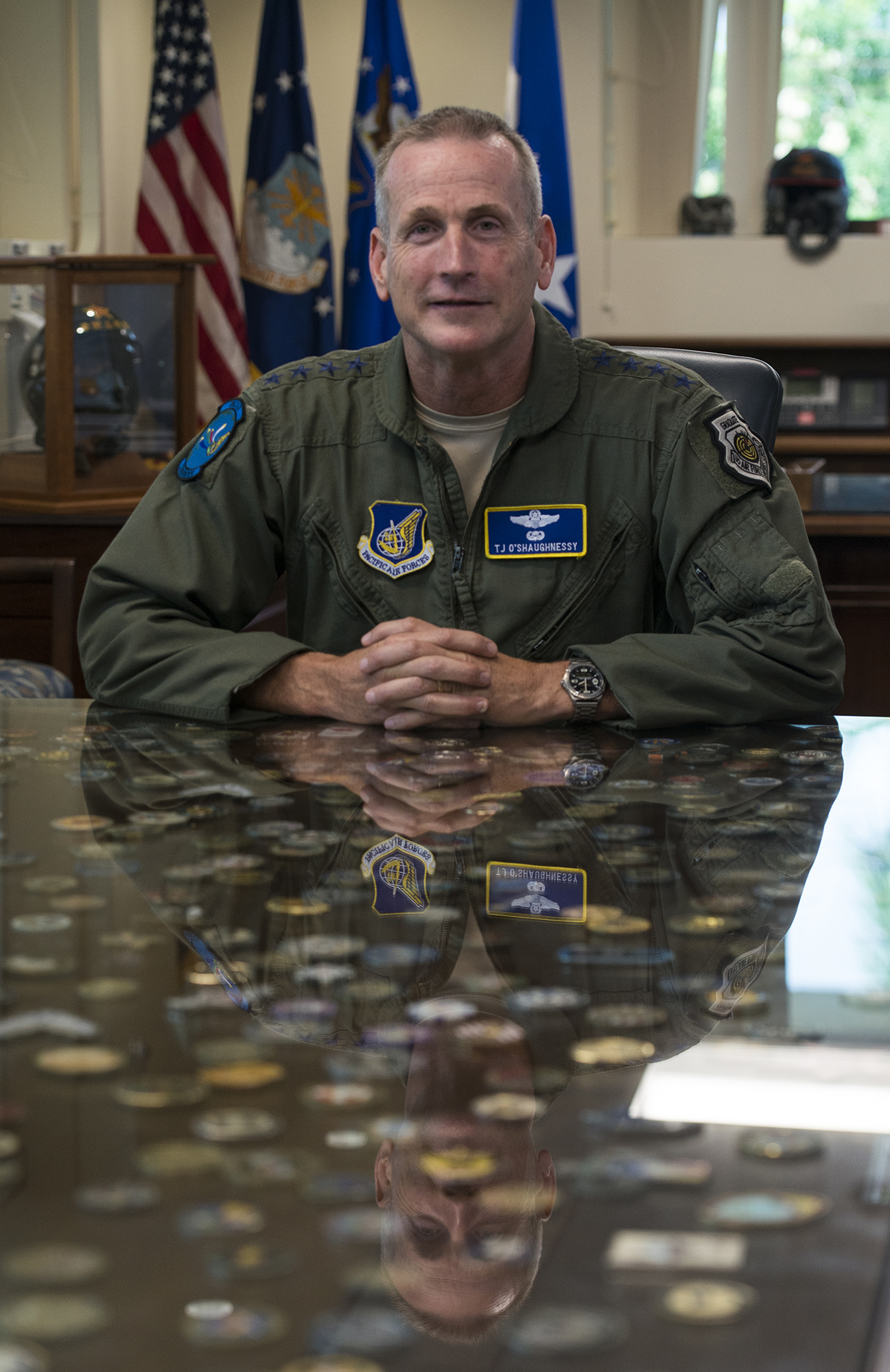
奥肖内西上将在办公室

## 教育经历[3]
- 1986年， 优秀毕业生，美国空军学院，获航空工程学士学位，科罗拉多州，科泉市
- 1992年， 战斗机武器课程，空军战斗机武器学校，内华达州，内利斯空军基地
- 1993年， 中队军官学校，阿拉巴马州，马克斯韦尔空军基地
- 1996年， 安柏瑞德航空大学，获航空科学硕士学位，佛罗里达州，戴通纳海滩
- 1998年， 空军指挥参谋学院， 阿拉巴马州，马克斯韦尔空军基地
- 2003年， 国防大学武装部队工业学院，华盛顿特区，麦克奈尔堡
- 2003年， 国防大学，信息集中研究项目，华盛顿特区，麦克奈尔堡
- 2005年， 北约高级军官政策课程，北约防务学院，德国，上阿瑪高
- 2007年， 国防部国家安全高级课程，华盛顿特区，乔治华盛顿大学
- 2007年， 空军企业领导课程，北卡罗来纳大学教堂山分校
- 2009年， 空天合同作战高级参谋课程， 佛罗里达州，赫尔伯特机场
- 2011年， 联合空军职能司令官课程，阿拉巴马州，马克斯韦尔空军基地
- 2012年， 联合将军战争课程
- 2013年， 联合部队司令官课程，罗德岛州，纽波特
- 2015年， 国防大学，尖峰课程，弗吉尼亚州，萨福克

## 履历表[3]
| 序号 | 起始       | 终止       | 军衔 | 职务                                                                             | 服役地点                                         |
| ---- | ---------- | ---------- | ---- | -------------------------------------------------------------------------------- | ------------------------------------------------ |
| 1    | 1986年6月  | 1987年9月  |      | 毕业生生飞行训练                                                                 | 德克萨斯州谢帕德空军基地                         |
| 2    | 1987年9月  | 1988年8月  |      | 战斗机飞行训练                                                                   | 新墨西哥州霍洛曼空军基地；亚利桑那州卢克空军基地 |
| 3    | 1988年8月  | 1991年12月 | ｜   | 教练飞行员，F16飞行员                                                            | 南卡罗莱纳州，肖空军基地                         |
| 4    | 1992年1月  | 1992年6月  |      | 空军战斗机武器教员课程，学习                                                     | 内华达州，内利斯空军基地                         |
| 5    | 1992年6月  | 1993年7月  |      | 第35战斗机中队，武器参谋，小队长                                                 | 韩国，群山空军基地                               |
| 6    | 1993年7月  | 1997年7月  |      | 空军战斗机武器学校，F16科，空对地小队长，助理作战参谋                            | 内华达州，内利斯空军基地                         |
| 7    | 1997年7月  | 1998年6月  |      | 空军指挥参谋学院，学生                                                           | 阿拉巴马州，马克斯韦尔空军基地                   |
| 8    | 1998年6月  | 1999年6月  |      | 空军部，分管采办助理部长办公室，全球力量项目，空中优势武器科科长                 | 华盛顿特区，五角大楼                             |
| 9    | 1999年6月  | 2000年6月  |      | 空军部，部长办公室，立法联络局，战斗机项目主任                                   | 华盛顿特区，五角大楼                             |
| 10   | 2000年6月  | 2001年4月  |      | 第555战机中队，作战参谋                                                          | 意大利，阿维亚诺空军基地                         |
| 11   | 2001年4月  | 2002年7月  |      | 第510战机中队，中队长                                                            | 意大利，阿维亚诺空军基地                         |
| 12   | 2002年8月  | 2003年6月  |      | 国防大学，武装部队工业学院，学生                                                 | 华盛顿特区，麦克奈尔堡                           |
| 13   | 2003年6 月 | 2004年8月  |      | 欧洲盟军最高司令部，联合作战计划主任                                             | 比利时，蒙斯                                     |
| 14   | 2004年8月  | 2005年7月  |      | 欧洲盟军最高司令部，司令官高级特别助理                                           | 比利时，蒙斯                                     |
| 15   | 2005年7月  | 2006年12月 |      | 第57联队，敌方战术大队，大队长                                                   | 内华达州，内利斯空军基地                         |
| 16   | 2007年1月  | 2008年8月  |      | 第35战机联队，联队长                                                             | 日本，三泽航空基地                               |
| 17   | 2008年8月  | 2009年8月  |      | 第十三航空队，作战中心，主任                                                     | 夏威夷，珍珠港-希卡姆联合基地                    |
| 18   | 2009年8月  | 2010年7月  |      | 第十三航空队，副司令                                                             | 夏威夷，珍珠港-希卡姆联合基地                    |
| 19   | 2010年7月  | 2012年4月  |      | 第57联队，联队长                                                                 | 内华达州，内利斯空军基地                         |
| 20   | 2012年4月  | 2013年8月  |      | 联合参谋部，战略规划与政策部，亚太政军事务副主任                                 | 华盛顿特区，五角大楼                             |
| 21   | 2013年8月  | 2014年10月 |      | 美国太平洋司令部 ，作战总监                                                      | 夏威夷，斯密斯军营                               |
| 22   | 2014年12月 | 2016年7月  |      | 美国空军第七航空队，司令 驻韩美军、联合国军副司令 驻韩美军、联合国军空军职能司令 | 韩国，乌山空军基地                               |
| 23   | 2013年8月  | 2014年10月 |      | 美国太平洋空军司令 美国太平洋司令部，空军职能司令 太平洋空军作战参谋部主任       | 夏威夷，珍珠港-希卡姆联合基地                    |

## 晋衔表[3]
| 标志 | 军衔 | 日期           |
| ---- | ---- | -------------- |
|      | 上将 | 2016年7月12日  |
|      | 中将 | 2014年12月19日 |
|      | 少将 | 2013年8月2日   |
|      | 准将 | 2009年11月2日  |
|      | 上校 | 2004年8月1日   |
|      | 中校 | 2000年5月1日   |
|      | 少校 | 1997年9月1日   |
|      | 上尉 | 1990年5月28日  |
|      | 中尉 | 1988年5月28日  |
|      | 少尉 | 1986年5月28日  |

## 荣誉

### 外国勋章奖章
- 旭日大绶章（日本，2019年5月21日公布[4]）